# Samson (Doubs)
Samson – miejscowość i gmina we Francji, w regionie Burgundia-Franche-Comté, w departamencie Doubs.
Według danych na rok 1990 gminę zamieszkiwało 70 osób, a gęstość zaludnienia wynosiła 36 osób/km² (wśród 1786 gmin Franche-Comté Samson plasuje się na 673. miejscu pod względem liczby ludności, natomiast pod względem powierzchni na miejscu 1027.).